# Isotta Fraschini D70M
L'Isotta Fraschini D70M fu un autocarro militare italiano prodotto dal 1935 al 1940.

## Storia
L'azienda milanese Isotta Fraschini (IF), storica produttrice di auto di lusso, era rientrata nel mercato degli autocarri nel 1934 con il pesante D80, in seguito all'acquisizione della licenza della MAN per la produzione di motori diesel. L'anno successivo la IF coprì il segmento medio con l'autocarro militare D70M, sostituito nel 1940 dall'Isotta Fraschini D65 unificato.

## Tecnica
L'autocarro è un 4×2 con ruote posteriori motrici gemellate. La motorizzazione del D70M è basata su un diesel 6 cilindri da 6754 cm³, con alesaggio di 105 mm e corsa di 130 mm, erogante 64 cavalli a 1800 giri al minuto. La portata è di 3 tonnellate.